# Olympische Sommerspiele 2020/Boxen
Bei den Olympischen Sommerspielen 2020 in Tokio wurden vom 24. Juli bis 8. August 2021 in der Sporthalle Ryōgoku Kokugikan Wettbewerbe im Boxen ausgetragen. Die Anzahl der Gewichtsklassen bei den Herren wurde von zehn auf acht reduziert, bei den Damen von drei auf fünf erhöht.

## Bilanz

### Medaillenspiegel
| Platz  | Land               | Gold | Silber | Bronze | Gesamt |
| ------ | ------------------ | ---- | ------ | ------ | ------ |
| 1      | Kuba               | 4    | –      | 1      | 5      |
| 2      | Großbritannien     | 2    | 2      | 2      | 6      |
| 3      | ROC                | 1    | 1      | 4      | 6      |
| 4      | Brasilien          | 1    | 1      | 1      | 3      |
| 5      | Türkei             | 1    | 1      | –      | 2      |
| 6      | Japan              | 1    | –      | 2      | 3      |
| 7      | Irland             | 1    | –      | 1      | 2      |
| 8      | Bulgarien          | 1    | –      | –      | 1      |
| 8      | Usbekistan         | 1    | –      | –      | 1      |
| 10     | Vereinigte Staaten | –    | 3      | 1      | 4      |
| 11     | Philippinen        | –    | 2      | 1      | 3      |
| 12     | China              | –    | 2      | –      | 2      |
| 13     | Ukraine            | –    | 1      | –      | 1      |
| 14     | Kasachstan         | –    | –      | 2      | 2      |
| 15     | Armenien           | –    | –      | 1      | 1      |
| 15     | Aserbaidschan      | –    | –      | 1      | 1      |
| 15     | Australien         | –    | –      | 1      | 1      |
| 15     | Chinesisch Taipeh  | –    | –      | 1      | 1      |
| 15     | Finnland           | –    | –      | 1      | 1      |
| 15     | Ghana              | –    | –      | 1      | 1      |
| 15     | Indien             | –    | –      | 1      | 1      |
| 15     | Italien            | –    | –      | 1      | 1      |
| 15     | Neuseeland         | –    | –      | 1      | 1      |
| 15     | Niederlande        | –    | –      | 1      | 1      |
| 15     | Thailand           | –    | –      | 1      | 1      |
| Gesamt | Gesamt             | 13   | 13     | 26     | 52     |

### Medaillengewinner
Männer
| Disziplin                     | Gold                      | Silber                        | Bronze                                           |
| ----------------------------- | ------------------------- | ----------------------------- | ------------------------------------------------ |
| Fliegengewicht (bis 52 kg)    | Galal Yafai (GBR)         | Carlo Paalam (PHI)            | Säken Bibossynow (KAZ) Ryōmei Tanaka (JPN)       |
| Federgewicht (bis 57 kg)      | Albert Batyrgasijew (ROC) | Duke Ragan (USA)              | Lázaro Álvarez (CUB) Samuel Takyi (GHA)          |
| Leichtgewicht (bis 63 kg)     | Andy Cruz Gómez (CUB)     | Keyshawn Davis (USA)          | Harry Garside (AUS) Howhannes Batschkow (ARM)    |
| Weltergewicht (bis 69 kg)     | Roniel Iglesias (CUB)     | Pat McCormack (GBR)           | Andrei Samkowoi (ROC) Aidan Walsh (IRL)          |
| Mittelgewicht (bis 75 kg)     | Hebert Conceição (BRA)    | Oleksandr Chyschnjak (UKR)    | Eumir Marcial (PHI) Gleb Bakschi (ROC)           |
| Halbschwergewicht (bis 81 kg) | Arlen López (CUB)         | Benjamin Whittaker (GBR)      | Loren Alfonso (AZE) Imam Chatajew (ROC)          |
| Schwergewicht (bis 91 kg)     | Julio César La Cruz (CUB) | Muslim Gadschimagomedow (ROC) | David Nyika (NZL) Abner Teixeira (BRA)           |
| Superschwergewicht (ab 91 kg) | Bahodir Jalolov (UZB)     | Richard Torrez (USA)          | Frazer Clarke (GBR) Qamschybek Qongqabajew (KAZ) |

Frauen
| Disziplin                  | Gold                    | Silber                   | Bronze                                             |
| -------------------------- | ----------------------- | ------------------------ | -------------------------------------------------- |
| Fliegengewicht (bis 51 kg) | Stojka Krastewa (BUL)   | Buse Naz Çakıroğlu (TUR) | Huang Hsiao-wen (TPE) Tsukimi Namiki (JPN)         |
| Federgewicht (bis 57 kg)   | Sena Irie (JPN)         | Nesthy Petecio (PHI)     | Karriss Artingstall (GBR) Irma Testa (ITA)         |
| Leichtgewicht (bis 60 kg)  | Kellie Harrington (IRL) | Beatriz Ferreira (BRA)   | Sudaporn Seesondee (THA) Mira Potkonen (FIN)       |
| Weltergewicht (bis 69 kg)  | Busenaz Sürmeneli (TUR) | Gu Hong (CHN)            | Lovlina Borgohain (IND) Oshae Jones (USA)          |
| Mittelgewicht (bis 75 kg)  | Lauren Price (GBR)      | Li Qian (CHN)            | Nouchka Fontijn (NED) Senfira Magomedalijewa (ROC) |

## Ergebnisse Männer

### Fliegengewicht (bis 52 kg)
| Platz | Land | Athlet             |
| ----- | ---- | ------------------ |
| 1     | GBR  | Galal Yafai        |
| 2     | PHI  | Carlo Paalam       |
| 3     | JPN  | Ryōmei Tanaka      |
| 3     | KAZ  | Säken Bibossynow   |
| 5     | COL  | Yuberjen Martínez  |
| 5     | CUB  | Yosvany Veitía     |
| 5     | UZB  | Shahobiddin Zoirov |
| 5     | ESP  | Gabriel Escobar    |

### Federgewicht (bis 57 kg)
| Platz | Land | Athlet                  |
| ----- | ---- | ----------------------- |
| 1     | ROC  | Albert Batyrgasijew     |
| 2     | USA  | Duke Ragan              |
| 3     | CUB  | Lázaro Álvarez          |
| 3     | GHA  | Samuel Takyi            |
| 5     | IRL  | Kurt Walker             |
| 5     | COL  | Ceiber Ávila            |
| 5     | THA  | Chatchai Butdee         |
| 5     | MNG  | Erdenebatyn Tsendbaatar |

### Leichtgewicht (bis 63 kg)
| Platz | Land | Athlet                |
| ----- | ---- | --------------------- |
| 1     | CUB  | Andy Cruz Gómez       |
| 2     | USA  | Keyshawn Davis        |
| 3     | AUS  | Harry Garside         |
| 3     | ARM  | Howhannes Batschkow   |
| 5     | BRA  | Wanderson de Oliveira |
| 5     | ROC  | Gabil Mamedow         |
| 5     | UZB  | Elnur Abduraimov      |
| 5     | KAZ  | Sakir Safiullin       |

### Weltergewicht (bis 69 kg)
| Platz | Land | Athlet            |
| ----- | ---- | ----------------- |
| 1     | CUB  | Roniel Iglesias   |
| 2     | GBR  | Pat McCormack     |
| 3     | ROC  | Andrei Samkowoi   |
| 3     | IRL  | Aidan Walsh       |
| 5     | USA  | Delante Johnson   |
| 5     | MRI  | Merven Clair      |
| 5     | UZB  | Bobousmon Baturov |
| 5     | GEO  | Eskerchan Madiew  |

### Mittelgewicht (bis 75 kg)
| Platz | Land | Athlet               |
| ----- | ---- | -------------------- |
| 1     | BRA  | Hebert Conceição     |
| 2     | UKR  | Oleksandr Chyschnjak |
| 3     | PHI  | Eumir Marcial        |
| 3     | ROC  | Gleb Bakschi         |
| 5     | DOM  | Euri Cedeño          |
| 5     | ARM  | Arman Dartschinjan   |
| 5     | HTI  | Darrelle Valsaint    |
| 5     | KAZ  | Äbilchan Amanqul     |

### Halbschwergewicht (bis 81 kg)
| Platz | Land | Athlet                 |
| ----- | ---- | ---------------------- |
| 1     | CUB  | Arlen López            |
| 2     | GBR  | Benjamin Whittaker     |
| 3     | AZE  | Loren Alfonso          |
| 3     | ROC  | Andrei Samkowoi        |
| 5     | ESP  | Gasimagomed Dschalidow |
| 5     | BRA  | Keno Machado           |
| 5     | MEX  | Rogelio Romero         |
| 5     | TUR  | Bayram Malkan          |

### Schwergewicht (bis 91 kg)
| Platz | Land | Athlet                  |
| ----- | ---- | ----------------------- |
| 1     | CUB  | Julio César La Cruz     |
| 2     | ROC  | Muslim Gadschimagomedow |
| 3     | NZL  | David Nyika             |
| 3     | BRA  | Abner Teixeira          |
| 5     | JOR  | Hussein Iashaish        |
| 5     | BLR  | Uladsislau Smjahlikau   |
| 5     | GER  | Ammar Abduljabbar       |
| 5     | ESP  | Enmanuel Reyes          |

### Superschwergewicht (über 91 kg)
| Platz | Land | Athlet                 |
| ----- | ---- | ---------------------- |
| 1     | UZB  | Bahodir Jalolov        |
| 2     | USA  | Richard Torrez         |
| 3     | GBR  | Frazer Clarke          |
| 3     | KAZ  | Qamschybek Qongqabajew |
| 5     | IND  | Satish Kumar           |
| 5     | FRA  | Murad Əliyev           |
| 5     | CUB  | Dainier Peró           |
| 5     | ROC  | Iwan Werjassow         |

## Ergebnisse Frauen

### Fliegengewicht (bis 51 kg)
| Platz | Land | Athletin           |
| ----- | ---- | ------------------ |
| 1     | BUL  | Stojka Krastewa    |
| 2     | TUR  | Buse Naz Çakıroğlu |
| 3     | TPE  | Huang Hsiao-wen    |
| 3     | JPN  | Tsukimi Namiki     |
| 5     | THA  | Jutamas Jitpong    |
| 5     | SRB  | Nina Radovanović   |
| 5     | COL  | Íngrit Valencia    |
| 5     | CHN  | Chang Yuan         |

### Federgewicht (bis 57 kg)
| Platz | Land | Athletin              |
| ----- | ---- | --------------------- |
| 1     | JPN  | Sena Irie             |
| 2     | PHI  | Nesthy Petecio        |
| 3     | GBR  | Karriss Artingstall   |
| 3     | ITA  | Irma Testa            |
| 5     | COL  | Yeni Arias            |
| 5     | CAN  | Caroline Veyre        |
| 5     | AUS  | Skye Nicolson         |
| 5     | ROU  | Maria Claudia Nechita |

### Leichtgewicht (bis 60 kg)
| Platz | Land | Athletin           |
| ----- | ---- | ------------------ |
| 1     | IRL  | Kellie Harrington  |
| 2     | BRA  | Beatriz Ferreira   |
| 3     | THA  | Sudaporn Seesondee |
| 3     | FIN  | Mira Potkonen      |
| 5     | ALG  | Imane Khelif       |
| 5     | GBR  | Caroline Dubois    |
| 5     | UZB  | Rayhona Qodirova   |
| 5     | TUR  | Esra Yıldız        |

### Weltergewicht (bis 69 kg)
| Platz | Land | Athletin          |
| ----- | ---- | ----------------- |
| 1     | TUR  | Busenaz Sürmeneli |
| 2     | CHN  | Gu Hong           |
| 3     | IND  | Lovlina Borgohain |
| 3     | USA  | Oshae Jones       |
| 5     | UKR  | Anna Lyssenko     |
| 5     | TPE  | Chen Nien-chin    |
| 5     | UZB  | Maria Moronta     |
| 5     | MOZ  | Acinda Panguana   |

### Mittelgewicht (bis 75 kg)
| Platz | Land | Athletin               |
| ----- | ---- | ---------------------- |
| 1     | GBR  | Lauren Price           |
| 2     | CHN  | Li Qian                |
| 3     | NLD  | Nouchka Fontijn        |
| 3     | ROC  | Senfira Magomedalijewa |
| 5     | PAN  | Atheyna Bylon          |
| 5     | CAN  | Tammara Thibeault      |
| 5     | MOZ  | Rady Gramane           |
| 5     | IND  | Pooja Rani             |

## Qualifikation
Die Qualifikation erfolgte über vier kontinentale sowie ein internationales Qualifikationsturnier. Des Weiteren standen Japan bis zu sechs Quotenplätze zu. Folgende Nationen sicherten sich Quotenplätze:
| Nation                       | Männer  | Männer | Männer | Männer | Männer | Männer       | Männer | Männer        | Frauen  | Frauen | Frauen | Frauen | Frauen | Gesamt |
| Nation                       | Fliegen | Feder  | Leicht | Welter | Mittel | Halb- schwer | Schwer | Super- schwer | Fliegen | Feder  | Leicht | Welter | Mittel | Gesamt |
| ---------------------------- | ------- | ------ | ------ | ------ | ------ | ------------ | ------ | ------------- | ------- | ------ | ------ | ------ | ------ | ------ |
| Ägypten                      |         |        |        |        |        | X            |        | X             |         |        |        |        |        | 2      |
| Algerien                     | X       |        |        |        | X      | X            | X      | X             | X       |        | X      |        | X      | 8      |
| Antigua und Barbuda          |         |        | X      |        |        |              |        |               |         |        |        |        |        | 1      |
| Argentinien                  | X       | X      |        | X      | X      |              |        |               |         |        | X      |        |        | 5      |
| Armenien                     | X       |        | X      |        | X      |              |        |               |         |        |        |        |        | 3      |
| Aserbaidschan                |         | X      | X      | X      |        | X            |        | X             |         |        |        |        |        | 5      |
| Australien                   | X       |        | X      |        |        | X            |        |               |         | X      |        |        | X      | 5      |
| Bahrain                      |         |        |        |        |        |              |        | X             |         |        |        |        |        | 1      |
| Botswana                     | X       |        |        |        |        |              |        |               |         | X      |        |        |        | 2      |
| Brasilien                    |         |        | X      |        | X      | X            | X      |               | X       | X      | X      |        |        | 7      |
| Bulgarien                    | X       |        |        |        |        |              |        |               | X       | X      |        |        |        | 3      |
| Burundi                      |         |        |        |        |        |              |        |               | X       |        |        |        |        | 1      |
| China                        | X       |        |        |        | X      | X            |        |               | X       |        |        | X      | X      | 6      |
| Chinesisch Taipeh            |         |        |        |        |        |              |        |               | X       | X      | X      | X      |        | 4      |
| Demokratische Republik Kongo |         |        | X      |        | X      |              |        |               |         | X      | X      |        |        | 4      |
| Deutschland                  |         | X      |        |        |        |              | X      |               |         |        |        | X      |        | 3      |
| Dominikanische Republik      | X       | X      | X      | X      | X      |              |        |               | X       |        |        | X      |        | 7      |
| Ecuador                      |         | X      |        |        |        |              | X      |               |         |        | X      |        | X      | 4      |
| El Salvador                  |         |        |        |        |        |              |        |               |         | X      |        |        |        | 1      |
| Eswatini                     |         |        |        | X      |        |              |        |               |         |        |        |        |        | 1      |
| Finnland                     |         |        |        |        |        |              |        |               |         |        | X      |        |        | 1      |
| Frankreich                   | X       | X      | X      |        |        |              |        | X             |         |        | X      |        |        | 5      |
| Georgien                     | X       |        |        | X      | X      |              |        |               |         |        |        |        |        | 3      |
| Ghana                        | X       | X      |        |        |        | X            |        |               |         |        |        |        |        | 3      |
| Großbritannien               | X       | X      | X      | X      |        | X            | X      | X             | X       | X      | X      |        | X      | 11     |
| Guyana                       |         | X      |        |        |        |              |        |               |         |        |        |        |        | 1      |
| Haiti                        |         |        |        |        | X      |              |        |               |         |        |        |        |        | 1      |
| Indien                       | X       |        | X      | X      | X      |              |        | X             | X       |        | X      | X      | X      | 9      |
| Iran                         |         | X      |        |        | X      |              |        |               |         |        |        |        |        | 2      |
| Irland                       | X       | X      |        | X      |        | X            |        |               |         | X      | X      |        | X      | 7      |
| Italien                      |         |        |        |        |        |              |        |               | X       | X      | X      | X      |        | 4      |
| Jamaika                      |         |        |        |        |        |              |        | X             |         |        |        |        |        | 1      |
| Japan                        | X       |        | X      | X      | X      |              |        |               | X       | X      |        |        |        | 6      |
| Jordanien                    |         | X      | X      | X      |        | X            | X      |               |         |        |        |        |        | 5      |
| Kamerun                      |         |        |        | X      | X      |              |        | X             |         |        |        |        |        | 3      |
| Kanada                       |         |        |        | X      |        |              |        |               | X       | X      |        | X      | X      | 5      |
| Kap Verde                    | X       |        |        |        |        |              |        |               |         |        |        |        |        | 1      |
| Kasachstan                   | X       | X      | X      | X      | X      | X            | X      | X             |         |        |        |        | X      | 9      |
| Kenia                        |         | X      |        |        |        |              | X      |               | X       |        |        | X      |        | 4      |
| Kolumbien                    | X       | X      |        |        |        | X            |        | X             | X       | X      |        |        |        | 6      |
| Kosovo                       |         |        |        |        |        |              |        |               |         |        | X      |        |        | 1      |
| Kroatien                     |         |        |        |        |        | X            |        |               |         | X      |        |        |        | 2      |
| Kuba                         | X       | X      | X      | X      |        | X            | X      | X             |         |        |        |        |        | 7      |
| Marokko                      |         | X      | X      |        |        | X            | X      |               | X       |        |        | X      | X      | 7      |
| Mauritius                    |         |        | X      | X      |        |              |        |               |         |        |        |        |        | 2      |
| Mexiko                       |         |        |        |        |        | X            |        |               |         |        | X      | X      |        | 3      |
| Mongolei                     |         | X      | X      |        |        |              |        |               |         |        |        |        | X      | 3      |
| Mosambik                     |         |        |        |        |        |              |        |               |         |        |        | X      | X      | 2      |
| Namibia                      |         |        | X      |        |        |              |        |               |         |        |        |        |        | 1      |
| Neuseeland                   |         |        |        |        |        |              | X      |               |         |        |        |        |        | 1      |
| Niederlande                  |         |        | X      |        |        |              |        |               |         |        |        |        | X      | 2      |
| Panama                       |         |        |        |        |        |              |        |               |         |        |        |        | X      | 1      |
| Papua-Neuguinea              |         |        | X      |        |        |              |        |               |         |        |        |        |        | 1      |
| Peru                         |         |        | X      |        |        |              | X      |               |         |        |        |        |        | 2      |
| Philippinen                  | X       |        |        |        | X      |              |        |               | X       | X      |        |        |        | 4      |
| Polen                        |         |        | X      |        |        |              |        |               | X       |        |        | X      | X      | 4      |
| Puerto Rico                  | X       |        |        |        |        |              |        |               |         |        |        |        |        | 1      |
| Refugee Olympic Team         |         |        | X      |        | X      |              |        |               |         |        |        |        |        | 2      |
| Rumänien                     | X       |        |        |        |        |              |        |               |         | X      |        |        |        | 2      |
| ROC                          |         | X      | X      | X      | X      | X            | X      | X             | X       | X      |        | X      | X      | 11     |
| Sambia                       | X       | X      |        | X      |        |              |        |               |         |        |        |        |        | 3      |
| Samoa                        |         |        |        | X      |        |              | X      |               |         |        |        |        |        | 2      |
| Schweden                     |         |        |        |        | X      |              |        |               |         |        | X      |        |        | 2      |
| Serbien                      |         |        |        |        |        |              |        |               | X       |        |        |        |        | 1      |
| Slowakei                     |         |        |        |        | X      |              |        |               |         |        |        |        |        | 1      |
| Somalia                      |         |        |        |        |        |              |        |               |         | X      |        |        |        | 1      |
| Spanien                      | X       | X      |        |        |        | X            | X      |               |         |        |        |        |        | 4      |
| Südkorea                     |         |        |        |        |        |              |        |               |         | X      | X      |        |        | 2      |
| Tadschikistan                |         |        | X      |        |        | X            |        | X             |         |        |        |        |        | 3      |
| Thailand                     | X       | X      |        |        |        |              |        |               |         |        | X      | X      |        | 4      |
| Trinidad und Tobago          |         |        |        |        | X      |              |        |               |         |        |        |        |        | 1      |
| Tunesien                     |         |        |        |        |        |              |        |               |         | X      | X      |        |        | 2      |
| Türkei                       | X       |        |        | X      |        | X            |        |               | X       |        | X      | X      |        | 6      |
| Uganda                       |         |        |        | X      | X      |              |        |               | X       |        |        |        |        | 3      |
| Ukraine                      |         | X      | X      |        | X      |              | X      |               |         |        |        | X      |        | 5      |
| Ungarn                       |         | X      |        |        |        |              |        |               |         |        |        |        |        | 1      |
| Usbekistan                   | X       | X      | X      | X      | X      | X            | X      | X             | X       |        | X      | X      |        | 11     |
| Venezuela                    | X       |        |        |        |        | X            |        |               | X       |        |        |        |        | 3      |
| Vereinigte Staaten           |         | X      | X      | X      | X      |              |        | X             | X       | X      | X      | X      | X      | 10     |
| Vietnam                      |         | X      |        |        |        |              |        |               | X       |        |        |        |        | 2      |
| Belarus                      |         |        | X      | X      | X      |              | X      |               |         |        |        |        |        | 4      |
| Gesamt: 81 NOKs              | 28      | 27     | 29     | 23     | 25     | 22           | 17     | 17            | 25      | 21     | 21     | 18     | 17     | 290    |